# Heterophyopsis continua
Heterophyopsis continua ist ein zu den Saugwürmern gehörender Parasit aus der Familie Heterophyidae. Natürliche Endwirte sind Katzen, Hunde, Enten und Möwen. Im Fernen Osten und Korea sind sporadische Infektionen des Menschen beschrieben.

## Merkmale
Heterophyopsis continua ist länglich-blattförmig, 1,4–2,1 mm lang und 0,4–0,6 mm breit. Die beiden Blinddärme erstrecken sich bis an das Körperende. Der Mundsaugnapf liegt subterminal. Der Bauchsaugnapf ist 0,17–0,2 mm groß. Der Genitalsaugnapf (Gonotyl) ist 0,12–0,175 mm groß und liegt links hinter dem Bauchsaugnapf. Um ihn ist ein Kreis von 93 bis 105 Dornen ausgebildet. Das Ovar hat einen Durchmesser von 65 bis 115 µm. Die Hoden liegen schräg versetzt hintereinander. Der vordere ist 127–222 µm groß, der hintere 109–239 µm.
Die elliptischen Eier sind 24 × 15,5 µm groß.

## Entwicklungszyklus
Wie alle Heterophyidae hat Heterophyopsis continua zwei Zwischenwirte. Erster sind Schnecken, zweiter Zwischenwirt sind Brackwasserfische, in denen sich die für den Endwirt ansteckenden Metazerkarien entwickeln. Als Schnecken-Zwischenwirt dient Tympanotonus microptera. Fisch-Zwischenwirte sind Acanthogobius flavimanus, Ambassis buruensis, Java-Kaninchenfisch, Kletterfisch, Doboatherina balabacensis, Boleophthalmus pectinirostris, Japanischer Tüpfelhering, Sardellen der Gattung Coilia, Conger myriaster, Karpfen, Dorosoma thrissa, Gerres filamentosus, Gerres kapas, Harengula zunasi, Hemiramphus georgii, Lateolabrax japonicus,  Mugil affinis, Mugil dussumieri und Pelates quadrilineatus.